# Медицина в Азербайджані
Медицина в Азербайджані покликана захищати здоров'я та благополуччя громадян Азербайджанскої Республіки. Реформи в області надання медичної допомоги неселенню і напрямок системи охорони здоров'я є частиною глобальної стратегічної програми розвитку економічної та соціальної інфраструктури. Ця програма опирається на принципи будівництва світського демократичного суспільства з ринковою економікою. В статті детально розповідається про історію розвитку медицини на території Азербайджану з найдавніших часів до наших днів.

## Рання історія
Історія медицини в Азербайджані має глибоке коріння. Для боротьби з більшістю хвороб стародавні жителі вірили в чаклунство. Про це ж свідчать і різьблення, намальовані знаки в Азиській печері, що відносяться до кам'яної доби.
Ранні жителі в лікуванні хвороб використовували також лікарські рослини та трави. Отриманий досвід розвивався з покоління в покоління у народну медицину. З появою письма, розвиток усної та письмової гілок народної медицини почав розділятися.

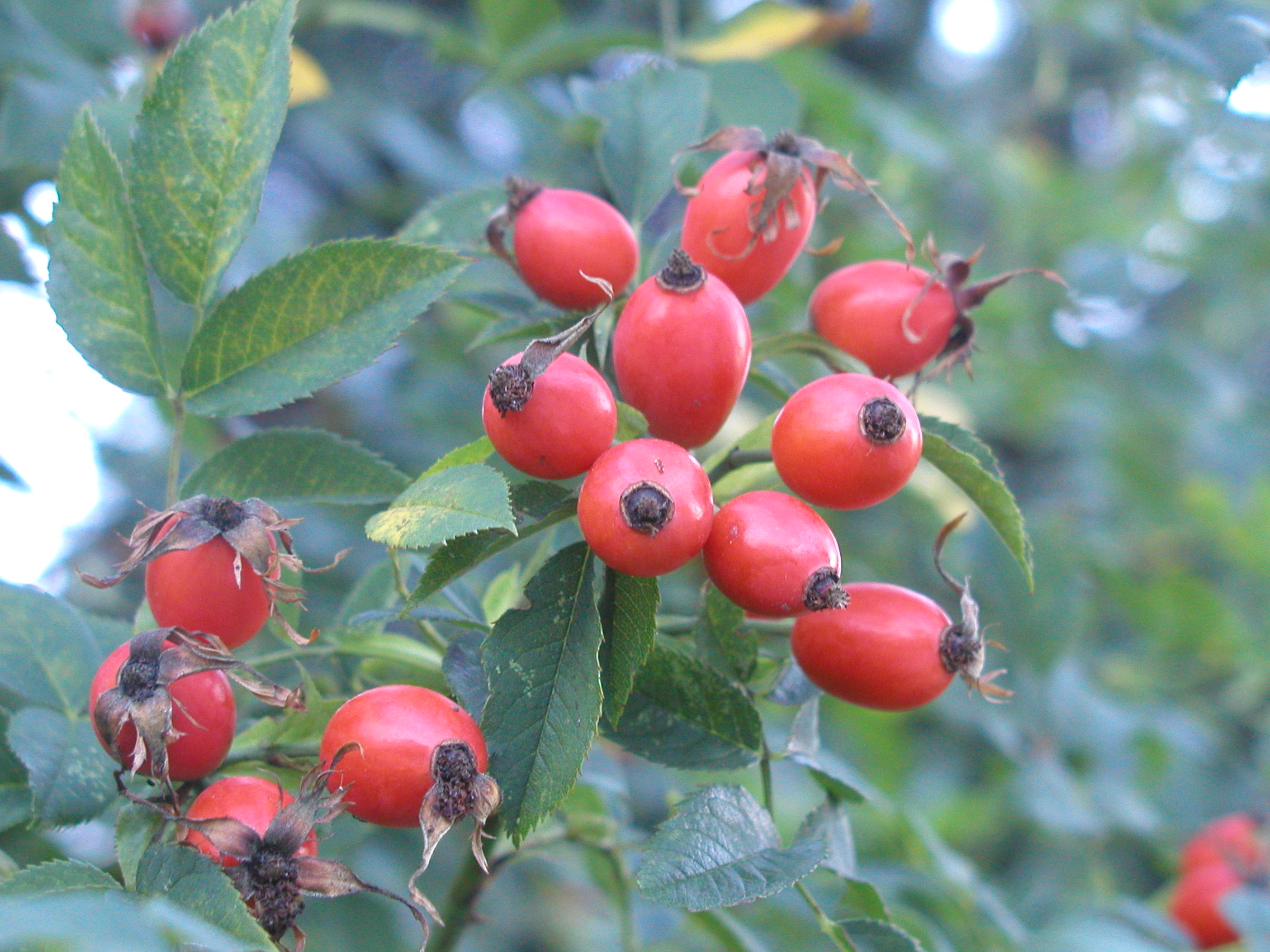
Плоди розповсюдженої в Азербайджані. шипшини, чай з якої використовують проти застудних захворювань

Багатий рослинний світ Азербайджану приваблював увагу лікарів та вчених з давніх часів. Багато лікарських рослин використовувалось з метою профілактики та лікування. Також використовувалися і насіння, коріння, квіти та листки. Жінки легко спостерігали дію на організм фруктів, овочів та лікувального чаю, їх вплив на кашель, кровотечу, біль, діарею та на інші хвороби.
Однак з ранніх рукописів виходить, що в лікуванні використовували не тільки рослини. Цілителі того часу були також знайомі з хірургією, володіли певним досвідом лікування пухлин, переломів у різноманітних місцях людського тіла, примітивними способами. До прикладу, в результаті археологічних розкопок в селі Ерефлі Агдамського району. І.Нармановим був знайдений череп людини, датованого IV тисячоліттям до н. е. (енеоліт), з ознаками трепанації. У селі Хачбулаг Дашкесанського району в 1971 році археолог Х. Кесеменлі знайшов череп, датований кінцем бронзової і початком залізної доби, над яким також була проведена операція трепанації. Вчений Р. Гасимова відзначала, що «штучна трепанація була проведена поблизу з'єднання тім'яної кістки з лобною».
У 1958 році у селі Гаратепе Муганської рівнини під час археологічних розкопок були знайдені глечики із загорілими рутами, датовані V-I веков до н. е. За словами спеціалістів, жителі того часу використовували руту як ліки, для лікування ревматизму, лихоманки і як профілактику певних інших хвороб.
Були відомі також методи ароматерапії. Було вірування, наприклад, що запах айви, підсилює енергію тіла. Лимон використовували з метою налаштування нервової системи, а яблука — для стимуляції роботи мозку.
У старовину між жителями Азербайджану та жителями Месопотамії відбувався активний міжкультурний обмін. Із Шумера імпортували олію кунжута і шафран. Про лікарські засоби та медицину наявні свідчення і в найдавнішій пам'ятці літератури народів Азербайджану та Ірану, священній книзі вогнепоклонників зороастрійців Авесті. У ній також сказано, що «у лікаря є три види зброї: слово, трави та ніж». Лікар, що лікує словом та навіюванням, вважався, в той час, найкращим.
Розвивалась медицина і в Кавказькій Албанії, нащадками давного поселення котрої є частиною сучасних азербайджанців. Звідси в Рим експортували лікарські рослини. Тут, у зв'язку з розповсюдженням християнства та грецької мови, були відомі праці Гіппократа та Клавдія Галена. В релігійних школах при церквах викладалися і деякі знання в медицині.

## Розвиток медицини в Середновіччя
У цей період йшов стрімкий розвиток медицини, що підтверджується також археологічними знахідками. Знаходити, до прикладу, відшліфовані з мармуру посудини для стибію та золоті кісточки для його нанесення, який в Середньовіччя використовувався як протикашльовий та протиблювотний засіб. Хворих напували вином з чаші, виготовленої із стибію. Під час розкопок в Шемасі були знайдені різноманітні скляні посудини, призначені для виготовлення та збереження ліків, котрими користувалися алхіміки як у народній медицині, так і в фармакології. Ці знахідки доводять, що в Середньовіччя населення Азербайджану займалося і ремеслом фармацевта.
За думкою азербайджанського історика Фарида Алекперли з кінця IV століття н. е. у зв'язку з проникненням на територію сучасного Азербайджану тюркських племен, почала розповсюджуватись тюркська народна медицина — «тюркачара», яка представляла собоюшаманізм, лікування за допомогою магії та лікарських трав. Лікарів по-тюркськи називали гам, що означало «шаман», або отачі, що означало «травник». Лікарські засоби називали ота (від тюркського от — трава). Покровителькою лікарів вважалася богиня Оленг.
У VIII столітті Ширван в основному з албанським та іранським населенням був завойований арабами. Завдяки взаємовпливу культур у складі єдиного халіфату, розвивались, і науки, і культура. З'являлися університети, обсерваторії, бібліотеки мечеті та лікарні. Саме в ісламський період спостерігається взліт медичної науки. В той час в Азербайджані при мечетях функціонували медресе, де викладали арабську та перську мови, релігію, математику, каліграфію, історію та літературу. Викладалась також медицина та алхімія. З письмових джерел відомо, що ще в XII столітті на території Азербайджану, в Ширвані, в місті Шемахи відомим лікарем та фармацевтом Кафіддином Омаром ібн Османом (дядько відомого перського поета Хагані Ширвані) була організована медична школа, що вивчала методи лікування. Тут, поряд з навчанням, проводилися дослідження лікувальних властивостей лікарських рослих та лікарювання з їх допомогою.
На території сучасної Азербайджанської Республіки були знайдені рукописи перської та арабської медицини. Серед них є і копія праці «Канон лікарської науки», написаної на арабській в 1030 році знаменитим лікарем Ібн Синою, відомим в Європі як «Авіце́нна». Ця копія «Канону» була зроблена в 1143 році в Багдаді, та є одним із найстаріших рукописів в галузі фармакології та медицині в світі та найстарішою в Азербайджані, яку врешті широко використовували як у всьому мусульманському світі, так і в християнській Європі, і яка здійснила величезний вплив на розвиток медичної науки. В ній містяться фармацевтичні описи сотень натуральних ліків: рослин, мінералів і речовин тваринного походження.

Копія рукопису  «Канон лікарської науки» (Аль-Ганун Фи ат-Тибб) перського вченого Ібн Сини 1030 року, зроблена в 1143році в Багдаді. Інститут рукописів Національної Академії Наук Азербайджану в Баку
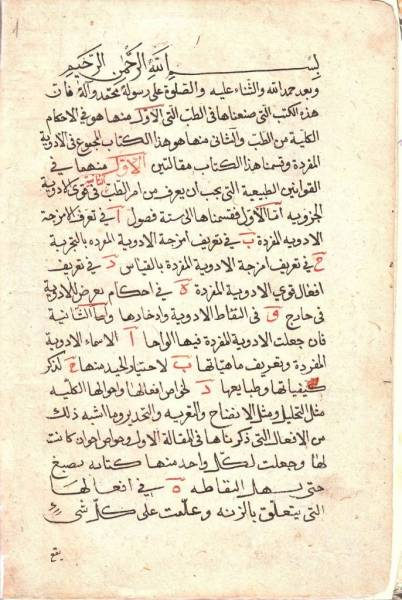
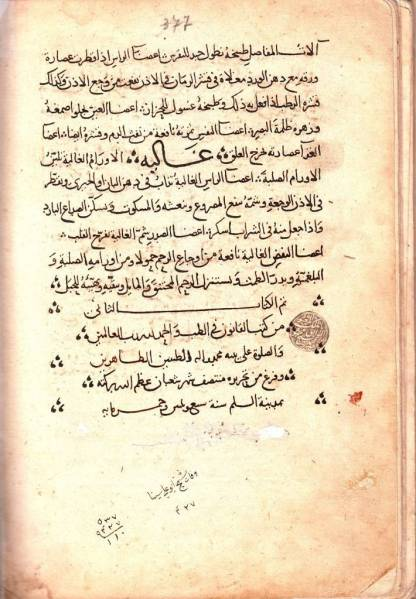
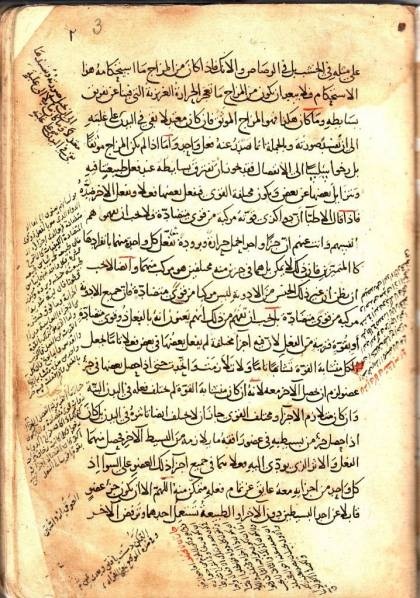
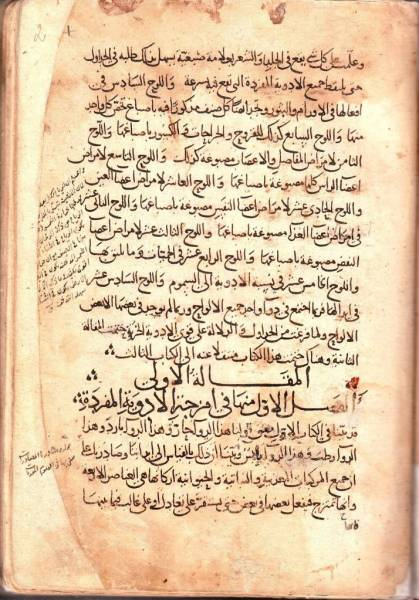

Серед відомих перських вчених XI століття, відомий учень Ібн Сини Бахманяр(помер в 1067 році). У своїй філософській праці «ат-Тахсил» («Розуміння») Бахманяр стосується і деяких питань по медицині.
Із Азербайджану походить рукописна копія XIII століття книги «Аль-Макала ас-Саласун» («Тринадцятий Трактат») відомого арабського науковця з Андалусії Абу аль Касім аль-Захраві, відомого в Європі як Абулькасіс (помер в 1013 році. Це один із найстаріших рукописів цієї книги. Тут згадуються близько 200 середньовічних хірургічних інструментів. Пояснюється також їхнє призначення Праця повпливала на розвиток хірургії, як на Сході, так і в Європі.

Копія XIII століття рукопису «Аль-Макала ас-Саласун» («Тринадцатый Трактат») арабсько-андалуського лікаря Абу аль Касім аль-Захраві XI століття. Інститут рукописів  Національної Академії Наук Азербайджану в Баку
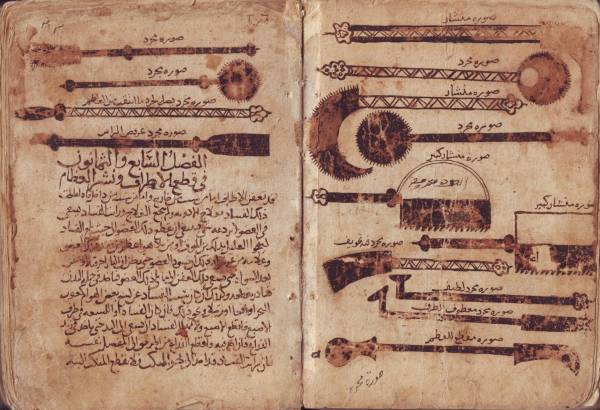
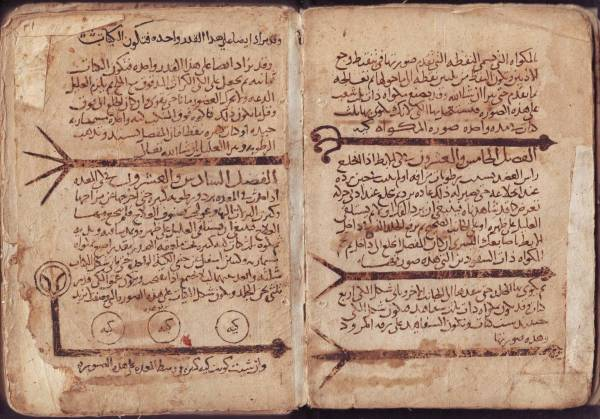
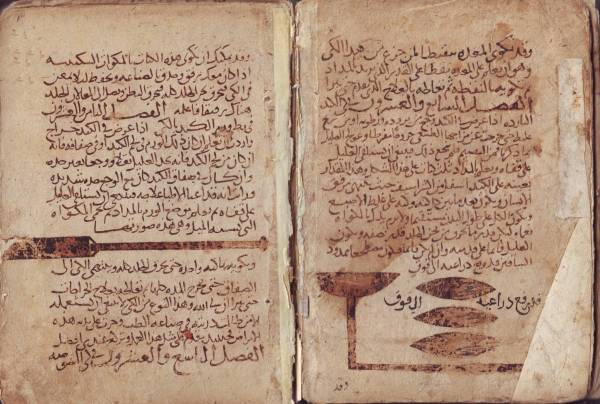
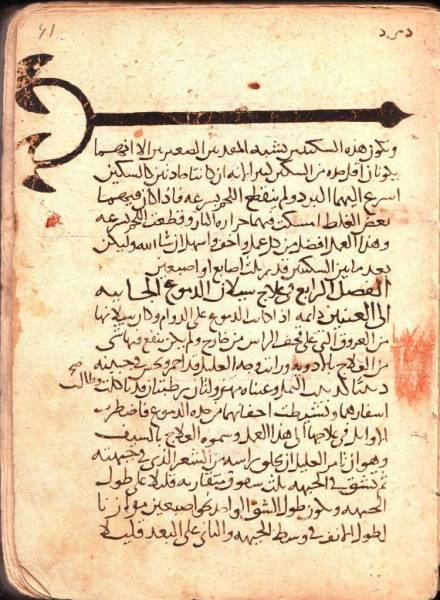

Середньовічні лікарі застерігали хворих від втоми. Працюючи до знемоги, а після — відшкодування цього довгим сном, розглядалося, як шкідлива звичка. Однак лікарі радили часті перерви. Особлива увага зверталася на гармонію між роботою та відпочинком. Так, наприклад, лікар XII століття Махмуд ібн Ільяс для лікування душевнохворих, стомлених і нервових людей радив слухати музику муґаму.
Медицина сильно розвивалася і в XIII—XIV століттях в сельджукській державі Атабеків Азербайджану. Майже у кожного східного вченого та філософа була праця з медицини. Вродженці різних областей Азербайджану компілювали, переписували та вивчали книжки з медицини, включаючи пам'ятки XIV—XVIII століть. В Інституті рукописів Національної Академії Наук Азербайджану ім. Мухаммада Фізулі в Баку наявні 363 рукописи з медицини на арабській, перській та турецькій мовах, як створених на території самого Азербайджану, так і привезених туди з інших областей в різні історичні періоди. З них 222 написані на перській, 71 на турецькій та 70 на арабській мовах. В Бакінському інституті рукописів наявні також багато копій деяких арабських, перських, азербайджанських та турецьких рукописів з медицини. Наприклад, «Тухфат аль-Мумінін» (написано в 1669 році Мухаммада Му'мина — 33 повних та неповних копій; «Зад аль-Мусафирин» (написано в 1728 році перського вченого Мухаммада Махді — 13 копій; «Гарабадин» Музаффара бін Мухаммада Шафа'і (1586/7-1628/9 роки) — 9 копій; «Іхтіярат-і Бадиі» перського вченого Хаджи Зейналабдіна Аттара(написано в 1638 році) — 5 копій; «Тиббнаме» (написана азербайджанскою в 1712 році)Мухаммада Юсифа Ширвані.
За словами генерального директора ЮНЕСКО Коітіро Мацуури, ця колекція «демонструє роль Азербайджану в розвитку світової медицини.
В Азербайджані також була частково вивчена робота Рустама Джуржані «Захираі-Нізамшахи», XIII століття. Скопійований в XVI столітті рукопис також зберігається в Бакінському інституті рукописів. У ньому містяться описи фармацевтичних особливостей лікувальних трав, речовин тваринного походження, мінералів та деяких складних медикаментів. Рукопис не знайдений в жодному іншому сховищі рукописів світу та існує в єдиному екземплярі.

Копія XVI століття рукопису «Захираі-Нізамшахі» перського вченого Рустама Джурджані XIII століття. Інститут рукописів Національної Академії Наук Азербайджану в Баку
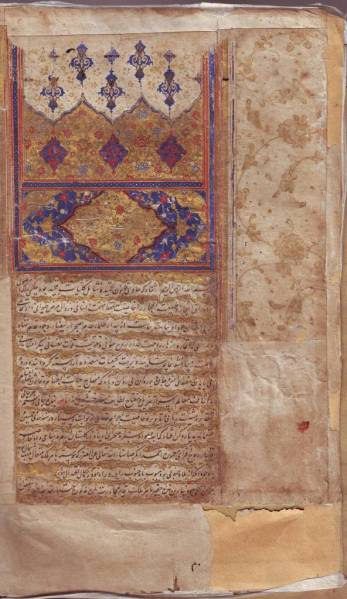
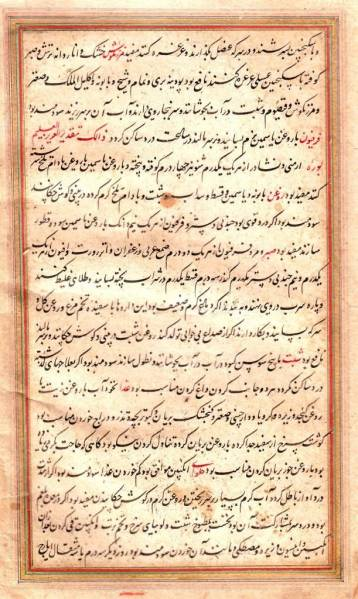
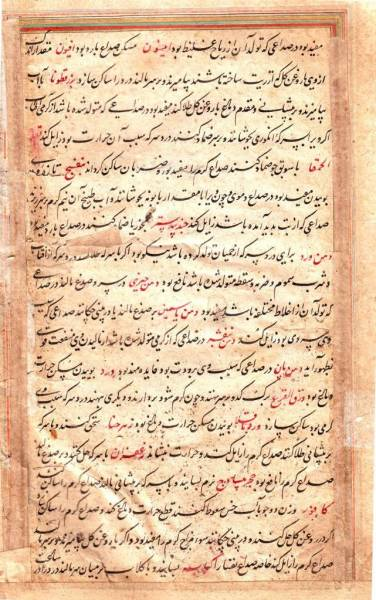
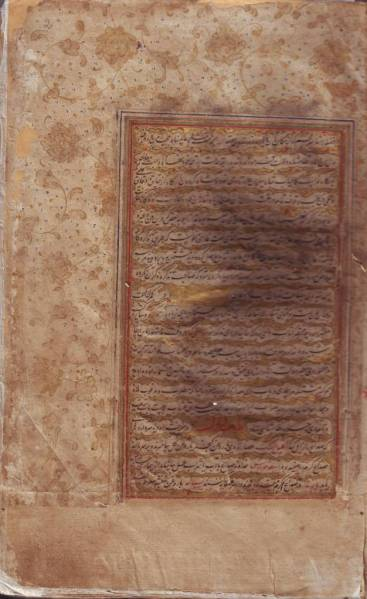

[[Файл:Medical centers of Azerbaijan and Middle East.png|thumb|left|220px| Великі медичні центри середньовічного Азербайджану та сусідніх регіонів Сходу. Азербайджанський лікар XVI століття Юсиф Карабагі, родом з Карабаху, написав велику кількість медичних трактатів, а також «Пояснення та тлумачення до „Канону Лікарської Науки“ Ібн Сина». Він жив та творив довгий час у Середній Азії, в Самарканді та Бухарі.
Мухаммад Момін, палацовий цілитель при Сулеймані Сефеві, написав багато повчальних робіт на фарсі, включаючи «Тохфат ал-Момінін» 1669 року. В праці вказується опис близько 4,000 рослин, тварин, мінералів та інших інгредієнтів, що використовувались у медицині. Момін детально описав кожну рослину, її специфічні властивості, де її можна зібрати, інші області, де вона використовується та її назву на інших мовах, таких як китайська чи хінді.
В 1712 році на азербайджанській мові була написана «Тіббнаме» (азерб. Tibbnamə — «Книга медицини») Мухаммеда Юсифа Ширвані. Будучи лікарем при палаці, Ширвані радив застосовувати природні мінерали в лікуванні, до прикладу, натирання лимонної шкірки при стомленні шиї. В цій роботі також вказано, що бажано місця відпочину хворих прикрашати квітами в блідо-синіх, зелених чи білих тонах. Це означає, що навіть колір мав важливе значення в роботі середньовічних цілителів.
Загалом, в XVII-XVIII стт. був написаний ряд прац в області медицини та фармакології такими азербайджанськими вченими як Муртузагулу Шамлу (сексопатолог), Абульгасан Марагаі, фармацевти Гасан Рза оглу Ширвані, Хаджі Сулейман Іревані та ін. Було описано 724 види лікарських рослин.